# Spätpaläolithischer Glätter von Boppard
Der spätpaläolithische Glätter von Boppard ist ein seltenes Knochengerät mit Einkerbungen, aus der Zeit vor 13.000 Jahren. Es wurde 2001 bei einer archäologischen Ausgrabung in Boppard entdeckt.

## Forschungsgeschichte
Im Dezember 2001 bemerkten engagierte Bürger bei Bauarbeiten zu einem neuen Verwaltungszentrum nahe dem Hauptbahnhof in Boppard archäologische Funde in der Baugrube (Welker 2004). Die anschließende archäologische Rettungsgrabung unter Leitung von Michael Baales vom damaligen Forschungsbereich Altsteinzeit des Römisch-Germanischen Zentralmuseums im Auftrag der Generaldirektion kulturelles Erbe brachte eine kleine Konzentration von Stein- und Knochenmaterial um eine mögliche Feuerstelle zum Vorschein. Sie wurde in der Folge im Archäologischen Forschungszentrum und Museum für menschliche Verhaltensevolution Monrepos untersucht.

## Einordnung
Die Funde aus Boppard werden der späten Altsteinzeit zugeschrieben, genauer den sogenannten Federmesser-Gruppen. Hinweis darauf geben die spezifischen Formen der Steingeräte (Federmesser), die räumliche Organisation des Siedlungsplatzes sowie das verwendete Rohmaterial für Steinwerkzeuge (Tertiärquarzit, Kieselschiefer, Chalzedon und westeuropäischer Feuerstein), das für diese Zeit am Mittelrhein typisch ist. Die Federmesser-Gruppen erlebten im Mittelrhein-Gebiet um die Zeit den verheerenden Laacher-See-Vulkanausbruch (ca. 11.000 v. Chr.). Tatsächlich wurde vulkanisches Auswurfmaterial gelegentlich unmittelbar oberhalb der Fundschicht beobachtet.
Die an der Fundstelle entdeckten Knochenreste stammen von Rothirsch und Wildschwein. Sie bestätigen eine Einordnung in das sogenannte Alleröd-Interstadial mit lichten Wäldern einer gemäßigten Klimazone, die für die Zeit um 11.000 v. Chr. am Mittelrhein typisch ist (z. B. Baales 2002). Zudem wurden sehr viele Fischknochen entdeckt, die zu der Lage unmittelbar am damaligen Rheinufer passten.

## Der Glätter
Unter den Knochen von Rothirsch fiel ein 17 cm langer, max. 2,5 cm breiter und 1 cm dicker Span auf, der aus einem Mittelfußknochen gefertigt war.
Das obere wie auch untere Ende des zungenförmigen Objektes sind abgebrochen. Auch die Oberfläche des lang-schmalen Gerätes ist durch die Lage in der Erde stark angegriffen, jedoch sind an den Schmalseiten noch Glättungsspuren erkennbar sowie mehrere Gruppen von parallelen Einkerbungen.
Die Glättungsspuren zeichnen das Stück als vom Mensch speziell hergerichtetes Gerät aus. Knochenspäne, die vom Menschen zungenförmig hergerichtet wurden, werden in der Wissenschaft als Glätter bezeichnet. Ihre Verwendung ist unklar, doch wird über den Einsatz als Anhänger, Dolche, Meißel wie auch die Nutzung zum Bearbeiten von Leder oder Ablösen von Baumrinde spekuliert. Zugeformte Knochen- oder Geweihobjekte aus der späten Eiszeit sind selten, was teilweise den ungünstigen Erhaltungsbedingungen geschuldet ist.
Ebenso selten sind Kunstwerke aus der späten Altsteinzeit.
Die strichartigen Einkerbungen auf dem Glätter von Boppard werden jedoch als Verzierungen gedeutet, was das Stück zusätzliche besonders macht. Spätaltsteinzeitliche Vergleichsobjekte zu dem Glätter von Boppard fanden sich unter den Grabbeigaben in der Höhle Arene Candide im nördlichen Italien.
Auch aus dem Magdalénien Kantabriens und des südlichen Frankreichs sowie aus der zeitlich jüngeren Mittelsteinzeit Süddeutschlands sind ähnliche Stücke bekannt.